# Nervio petroso profundo
El nervio petroso profundo es una rama del plexo carotídeo interno que discurre por el canal carotídeo lateral a la arteria carótida interna. Entra en la sustancia cartilaginosa que rellena el foramen lacerum, y se une con el nervio petroso mayor para formar el nervio del canal pterigoideo, también conocido como nervio vidiano. El nervio petroso profundo transporta axones simpáticos postganglionares al ganglio pterigopalatino, que pasan sin sinapsis. Estos axones inervan los vasos sanguíneos y las glándulas mucosas de la cabeza y el cuello. Los cuerpos celulares de las neuronas que forman el nervio petroso profundo se encuentran en el ganglio cervical superior. 

## Imágenes adicionales

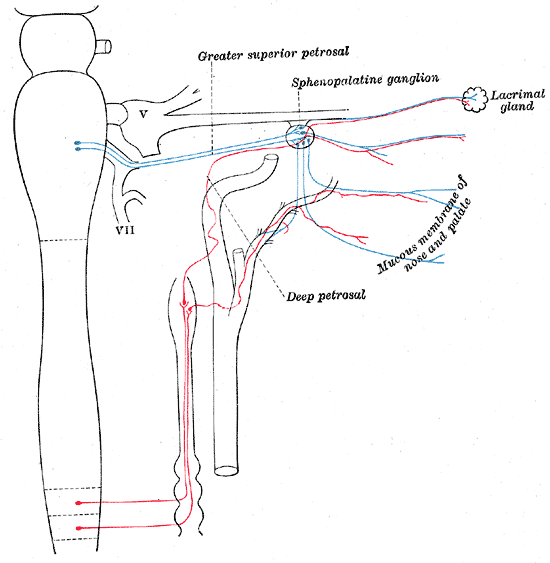
Conexiones simpáticas de los ganglios pterigopalatinos y cervicales superiores.